# Andrzej Baturo
Andrzej Baturo (ur. 16 maja 1940 w Wilnie, zm. 9 czerwca 2017 w Bielsku-Białej) – polski fotograf, działacz i organizator wielu imprez fotograficznych, wydawca.
Członek Związku Polskich Artystów Fotografików, Rady Artystycznej Związku Polskich Artystów Fotografików w Warszawie. Rzeczoznawca Ministra Kultury i Sztuki do spraw fotografii. Fundator i prezes Fundacji Centrum Fotografii. Jeden z organizatorów FotoArtFestivalu i jego dyrektor generalny. Współwłaściciel Wydawnictwa Baturo oraz kurator Galerii Fotografii B&B w Bielsku-Białej.

## Życiorys
W latach 60. był jednym z założycieli Warmińsko-Mazurskiego Towarzystwa Fotograficznego w Olsztynie oraz dziennikarzem „Głosu Olsztyńskiego”.
W latach 70. pracował w Warszawie jako fotoreporter prasowy: „Na Przełaj”, „Razem”, „itd.”, „Polityka”. Dwukrotnie zdobył tytuł Fotoreportera Roku, kilkakrotnie był laureatem Konkursu Polskiej Fotografii Prasowej. Uczestniczył w wystawie World Press Photo w Hadze. Pełnił funkcje Sekretarza Zarządu Głównego Związku Polskich Artystów Fotografików w Warszawie oraz Wiceprezesa Zarządu Głównego Związku Polskich Artystów Fotografików w Warszawie. Założył w Bielsku-Białej Delegaturę Związku Polskich Artystów Fotografików. Przez wiele lat był w Zarządzie Delegatury.
W latach 80. i 90. był organizatorem i komisarzem generalnym I Ogólnopolskiego Przeglądu Fotografii Socjologicznej w Bielsku-Białej, wówczas największej fotograficznej wystawy w powojennej Polsce, zamkniętej przez cenzurę po tygodniu. Był komisarzem i jednym z autorów wystawy pt. Strajk na Podbeskidziu. Wystawę cenzura zamknęła po ośmiu dniach. Utworzył i prowadził przez 10 lat Bielską Galerię Fotografii. Utworzył w Bielsku-Białej Okręg Górski Związku Polskich Artystów Fotografików. Kilkakrotnie był prezesem Okręgu, przez wiele lat był w jego Zarządzie. Na krótko zajął się fotografią reklamową i górską. Zorganizował II Ogólnopolski Przegląd Fotografii Socjologicznej w Bielsku-Białej oraz dużą wystawę Polskiej Fotografii Górskiej w Antibes we Francji.

## Wystawy indywidualne (wybór)
- „Skojarzenia” – Olsztyn, Warszawa (1967)
- „Polska-gola” – Warszawa (1974)
- „Ostro widzieć” – Gorzów Wielkopolski (1978)
- „Ostro widzieć” – Wałbrzych (1980)
- „Remanenty” – Bielsko-Biała (1987)
- „Świat Gór” – na III Międzynarodowym Festiwalu Filmów Górskich, Katowice (1992)
- „Fotografia” – Mâcon, Francja (1994)
- „Między wierszami” – Bielsko-Biała (2002)
- „Wobec chwili” – Salon ŁTF, Łódź (2003)

## Odznaczenia, nagrody i wyróżnienia
- Nagroda Ministra Oświaty i Wychowania za działalność w redakcji „Na Przełaj”
- Złoty Medal na Biennale Krajobrazu Polskiego w Kielcach
- Grand Prix na Festiwalu Sztuk Górskich w Antibes we Francji
- „Bursztynowa Księga”, Spotkania Wydawców Dobrej Książki, Gdańsk
- nagroda Najpiękniejsza Książka Roku, Konkurs Polskiego Towarzystwa Wydawców Książek, Warszawa
- nagroda Prezydenta Miasta Bielsko-Biała w dziedzinie kultury – Ikar
- Doroczna Nagroda Ministra Kultury i Dziedzictwa Narodowego za wybitne osiągnięcia w dziedzinie sztuk plastycznych, po raz pierwszy w historii Polski przyznaną fotografowi,
- Brązowy Medal „Zasłużony Kulturze Gloria Artis” (2009)[2]
- Srebrny Medal „Zasłużony Kulturze Gloria Artis” (2017)[2]

Brał udział w kilkudziesięciu wystawach indywidualnych i zbiorowych fotografii prasowej oraz pejzażowej, organizowanych w kraju i za granicą. Zdjęcia publikował w bardzo wielu magazynach fotograficznych i w prasie, w kraju i za granicą (m.in. „Der Spiegel”, „National Geographic”, „Voyage”). Autor kilku albumów o tematyce górskiej. Jego prace zamieszczone są m.in. w: „Mistrzowie polskiego pejzażu”, „Antologia Fotografii Polskiej”, „Z kart fotografii polskiej”. Jego prace znajdują się w zbiorach Muzeum Narodowego we Wrocławiu oraz Muzeum Historii Fotografii w Krakowie.